# Günter Schöneberg (Politiker)
Günter Schöneberg (* 25. April 1947 in Stromberg) ist ein deutscher Politiker der CDU.

## Leben und Werdegang
Schöneberg ließ sich in einem Steuerberatungsbüro ausbilden, parallel dazu besuchte er die Kaufmännische Berufsschule in Bendorf und die Steuerfachschule in Neuwied. Nachdem er seinen dreijährigen Wehrdienst bei der Bundesmarine absolviert hatte, war er bei mehreren Handelsunternehmen tätig, wo er Posten als Abteilungsleiter und Geschäftsführer übernahm. 1974 machte er sich in der Branche der Teppiche und Bodenbeläge selbstständig. 1986 gründete er eine Unternehmensberatung mit Sitz in Koblenz. 1991 fasste er auch in den neuen Bundesländern Fuß und gründete im sächsischen Wilthen eine Grundstücksgesellschaft und ein Handels- und Gewerbezentrum. Daneben war er ehrenamtlicher Richter am Verwaltungsgericht Koblenz.
Schöneberg ist Vater von drei Kindern.

## Politik
1969 trat Schöneberg in die CDU ein. Er beteiligte sich an der Gründung der Ortsvereins der Jungen Union in Nauort und Stromberg. Er gehörte dem Landesvorstand der Mittelstandsvereinigung der CDU an und war dort ab 1990 stellvertretender Landesvorsitzender. Kommunalpolitisch hatte er ein Mandat im Bendorfer Stadtrat und im Rechtsausschuss des Landkreises Mayen-Koblenz inne. Bei der Landtagswahl 1996 gewann er das Direktmandat im Wahlkreis Bendorf/Weißenthurm und gehörte dem rheinland-pfälzischen Landtag bis 2001 eine Wahlperiode lang als Abgeordneter an.